# أليكس كانو
أليكس كانو (بالإسبانية: Alex Cano) هو دراج كولومبي، ولد في 13 مارس 1983 في بلدية يارومال في كولومبيا.

## وصلات خارجية
- أليكس كانو على موقع الاتحاد الدولي للدراجات (الإنجليزية)
- أليكس كانو على موقع أرشيف الدراجات (الإنجليزية)
- أليكس كانو على موقع إحصائيات الدراجات الإحترافية (الإنجليزية)
- أليكس كانو على موقع نسبة الدراجات (الإنجليزية)